# Zachary Knighton
Zachary Andrew Knighton (Alexandria, 25 de octubre de 1978) es un actor estadounidense, conocido por su actuación como Dave Rose en la serie del canal de televisión ABC, Happy Endings. Antes de eso, coprotagonizó la serie FlashForward como el Dr. Bryce Varley en el mismo canal de televisión.

## Vida y carrera
Knighton nació en Alexandria, Virginia y en 1996, se graduó en la escuela Frank W. Cox High School en Virginia Beach. Posteriormente, asistió a la Universidad Commonwealth de Virginia. 
En 2007 protagonizó el remake de la película de terror The Hitcher con Sophia Bush, interpretando el papel realizado originalmente por C. Thomas Howell.
Anteriormente, Knighton protagonizó a Laz Lackerson en el programa de televisión de corta duración, Life on a Stick. También interpretó a Gary en la serie Related.

## Filmografía

### Películas
| Año  | Película           | Personajes   | Notas                 |
| ---- | ------------------ | ------------ | --------------------- |
| 2000 | Cherry Falls       | Mr. Rolly    | —                     |
| 2002 | La vie nouvelle    | Seymour      | —                     |
| 2003 | The Mudge Boy      | Travis       | —                     |
| 2004 | El príncipe y yo   | John Morgan  | —                     |
| 2007 | The Hitcher        | Jim Halsey   | —                     |
| 2007 | Supreme Courtships | Clyde        | Hecho para Televisión |
| 2008 | Surfer, Dude       | Billo Murphy | —                     |
| 2010 | Tug                | Judd         | —                     |
| 2011 | Satellite of Love  | Blake        | —                     |
| 2012 | Teddy Bears        | Dave         | —                     |
| 2014 | Believe Me         | Gabriel      |                       |

### Televisión
| Año       | Programa                          | personajes       | Notas                 |
| --------- | --------------------------------- | ---------------- | --------------------- |
| 2001      | Ed                                | Stephen          | 1 Episodio            |
| 2001      | Law & Order                       | Paul Wyler       | 1 Episodio            |
| 2004      | Law & Order: Special Victims Unit | Lukas Ian Croft  | 1 Episodio            |
| 2005      | Life on a Stick                   | Laz Lackerson    | Recurrente            |
| 2005      | Love, Inc.                        | Brad             | 1 Episodio            |
| 2006      | Related                           | Gary             | 2 Episodios           |
| 2008      | It's Always Sunny in Philadelphia | Random Guy       | 1 Episodio            |
| 2009      | Bones                             | Chet Newcomb     | 1 Episodio            |
| 2009–2010 | FlashForward                      | Dr. Bryce Varley | Recurrente            |
| 2010      | House                             | Billy            | 1 Episodio            |
| 2011–2013 | Happy Endings                     | Dave Rose        | Protagonista          |
| 2013      | Wilfred                           | Bill             | 1 episodios (Comfort) |
| 2018-2021 | Magnum Pi                         | Rick             | 62 episodios          |